# Raymond Latarjet
Pour les articles homonymes, voir Latarjet.
Raymond Latarjet, né le 17 octobre 1911 à Lyon 2e et mort le 3 juin 1998 à Neuilly-sur-Seine , est un biologiste et un radiobiologiste français.
Il est le fils d'André Latarjet, professeur de médecine à Lyon.

## Biographie
Il se dirige d'abord vers la physique en obtenant un doctorat en 1937, avant de se tourner vers la médecine. En 1935 à Chamonix, alors étudiant, il devient champion de France universitaire de ski. Sa thèse de doctorat, soutenue en 1940, porte sur l'action des ultraviolets sur les microbes. Remarqué par Antoine Lacassagne, directeur de la section de biologie de l'Institut du radium, à Paris, il se joint à son équipe et se spécialise dans la radiobiologie et les rayonnements ionisants dans le traitement des cancers.
Lors d'un séjour aux États-Unis, dans le laboratoire de génétique de Cold Spring Harbor, en 1945, il obtient des mutations de virus en irradiant la cellule hôte pendant la multiplication végétative du virus. Ce travail, effectué en collaboration avec Salvador Luria, aboutit à une nouvelle compréhension du cycle intracellulaire des virus. Il poursuit ces recherches à l'Institut Pasteur, puis à l'Institut du Radium, dont il devient le directeur de la section Biologie en 1954.
À ce poste, mais aussi comme professeur à l'Institut des sciences et des techniques nucléaires (1957-1975) et comme membre ou président de nombreux organismes (Comité national de la recherche scientifique du CNRS, Comité international de photobiologie, Conseil scientifique de l'INSERM, etc.), il est l'une des plus importantes personnalités internationales de la radiobiologie. Il a été élu à l'Académie des sciences en 1972. Son épouse, née Jacqueline Bernard, est décédée le 14 décembre 2010 à l'âge de 95 ans.